# 美叶雪蛤
是帘蛤目帘蛤科蛋糕簾蛤屬的一种。主要分布于南海、印度尼西亚、中国大陆、台湾，常栖息在潮间带至潮下带10－90米，浅海泥沙质的海底。